# HMS Emerald (D66)
Pour les autres navires du même nom, voir HMS Emerald.
Le HMS Emerald est un croiseur léger, navire de tête de sa classe construit pour la Royal Navy dans les années 1920.
Sa quille est posé le 23 septembre 1918 par la société Armstrong Whitworth au chantier naval de Newcastle upon Tyne, en Angleterre. Il est lancé le 19 mai 1920 et mis en service le 14 janvier 1926.

## Historique
Affecté à la 4e flottille de croiseurs aux Indes orientales, il rentre en Europe le 15 juillet 1933. Pendant son séjour en Extrême-Orient, il participa à la flottille de la Royal Navy lors de l'incident de Nankin en 1927, protégeant les citoyens britanniques et internationaux ainsi que les intérêts commerciaux. Après une remise en état à Chatham, il rejoint à nouveau les Indes orientales le 31 août 1934, étant déployé dans l’océan Indien jusqu'en septembre 1937, date à laquelle il est remplacé le Liverpool et mis en réserve.

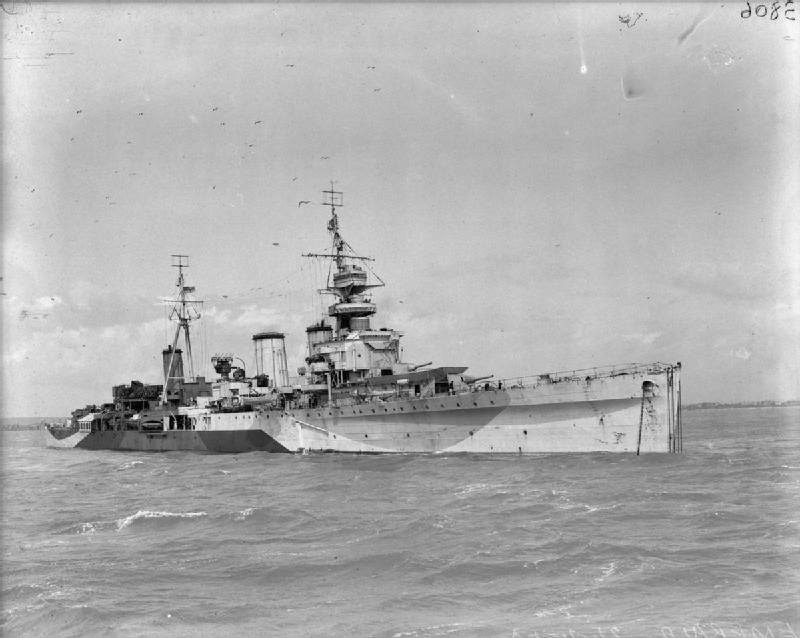
LEmerald à l'encrage à Portsmouth durant la Seconde Guerre mondiale.

Lorsque la Seconde Guerre mondiale éclate, le HMS Emerald sert au sein de la 12e flottille de croiseurs, effectuant notamment des patrouilles en mer du Nord. À nouveau déployé dans l’océan Indien en 1941, il escorte des convois de troupes à destination du Moyen-Orient. Le croiseur opère dans le golfe Persique pendant les opérations en Irak en avril 1941. Il fait ensuite route vers les mers d’Asie du sud-est après l’attaque de Pearl Harbor le 7 décembre 1941, où il rejoint l'Eastern Fleet. 
À compter d’août 1942, il est rénové en Angleterre et ne reprend du service qu’en avril 1943. L’Emerald participe à l’opération Neptune et opère le 6 juin 1944 au large de Gold Beach en bombardant notamment les batteries allemandes dans le secteur d’Arromanches. Pendant les jours qui suivent le débarquement de Normandie, il appuie de ses feux les troupes anglo-canadiennes progressant à l’ouest de la région de Caen.
En janvier 1945, il est placé au sein de l’unité de réserve pendant deux ans avant d’être retiré du service. Il est finalement démoli à Troon, en Écosse, à partir du 5 juillet 1948.

## Commandement
- Captain Augustus Willington Shelton Agar du 31 juillet 1939 au 18 juin 1940.
- Captain Francis Cyril Flynn du 18 juin 1940 au 25 août 1942.
- Commander Richard Graham Stewart du 25 août 1942 au 3 novembre 1942.
- Commander John Frederick Denman du 3 novembre 1942 au 13 mars 1943.
- Captain Francis James Wylie du 13 mars 1943 au 28 septembre 1944.
- Commander John Frederick Denman du 28 septembre 1944 au 5 octobre 1944.
- Captain Robin Wynell Mayow Lloyd du 5 octobre 1944 au 9 mars 1945.
- Captain Wilfred Pearse Gandell du 9 mars 1945 à la fin de 1945.